# 圣尼坎德罗-迪巴里
圣尼坎德罗-迪巴里（義大利語：Sannicandro di Bari），或译为巴里省圣尼坎德罗，是意大利普利亚大区巴里廣域市的一个市镇。总面积55平方公里，人口9757人，人口密度177.4人/平方公里（2009年）。ISTAT代码为072040。